# Néfertiti
Pour les articles homonymes, voir Nefertiti.
Néfertiti (dont le nom signifie « la belle est venue » ou « la parfaite est arrivée ») est une reine d'Égypte, grande épouse royale d'Akhenaton, l'un des derniers rois de la XVIIIe dynastie. Elle a vécu aux environs de 1370 à 1333 av. J.-C.
Son nom était vraisemblablement prononcé naftíta, d’après les transcriptions cunéiformes de l’époque et les évolutions phonétiques de la langue égyptienne : un -r en fin de syllabe ainsi que le suffixe -t final du féminin (dans nfrt : « belle ») s’étaient amuïs en moyen égyptien mais restaient écrits. Dans un état antérieur de la langue, son nom se serait prononcé nafratíta.
Sa beauté est légendaire et il est certain qu’elle a exercé un rôle politique et religieux important pendant la période amarnienne. En effet, lorsqu'une équipe d'archéologues américains entreprit récemment la reconstitution virtuelle des parois du temple d'Aton à Karnak à partir de talatates — un gigantesque puzzle de plus de six mille blocs en grès retirés du IXe pylône —, elle a eu la surprise de constater que les représentations de Néfertiti étaient plus nombreuses que celles d’Akhenaton, son royal époux. Ailleurs, la reine est figurée dans la pose traditionnelle de pharaon châtiant les ennemis de l'Égypte, ou officiant aux côtés du roi devant leur dieu Aton. D’autres reliefs montrent le couple royal et les petites princesses dans leur intimité familiale. Toutes ces scènes sont la preuve que la reine exerçait un pouvoir considérable, l'art officiel n’ayant jamais montré auparavant de scènes similaires.
Il n'est pas établi que Néfertiti ait survécu à Akhenaton. Certains égyptologues ont conjecturé cependant qu’à la fin du règne, elle aurait été corégente d’Akhenaton sous le nom d'Ânkh-Khéperourê Néfernéférouaton et lui aurait succédé.

## Généalogie

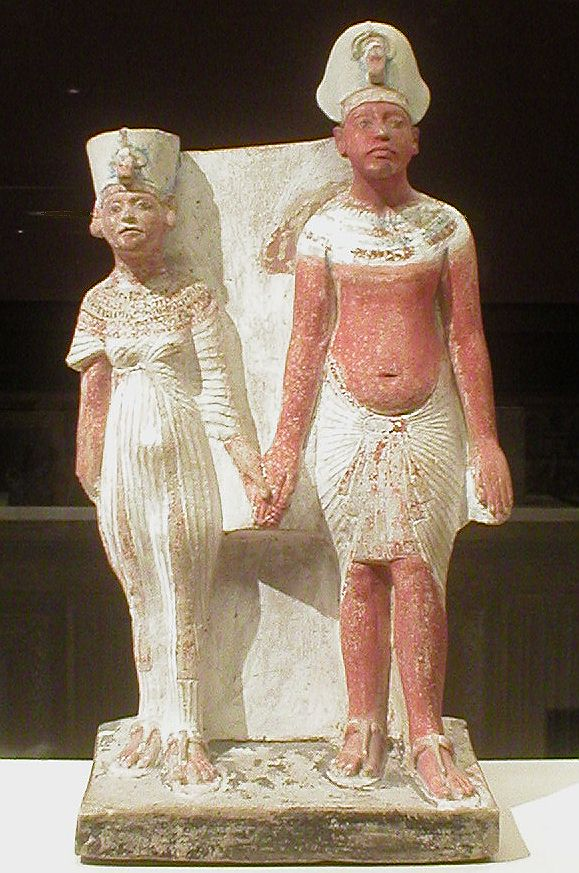
Akhenaton et Néfertiti, Musée du Louvre.

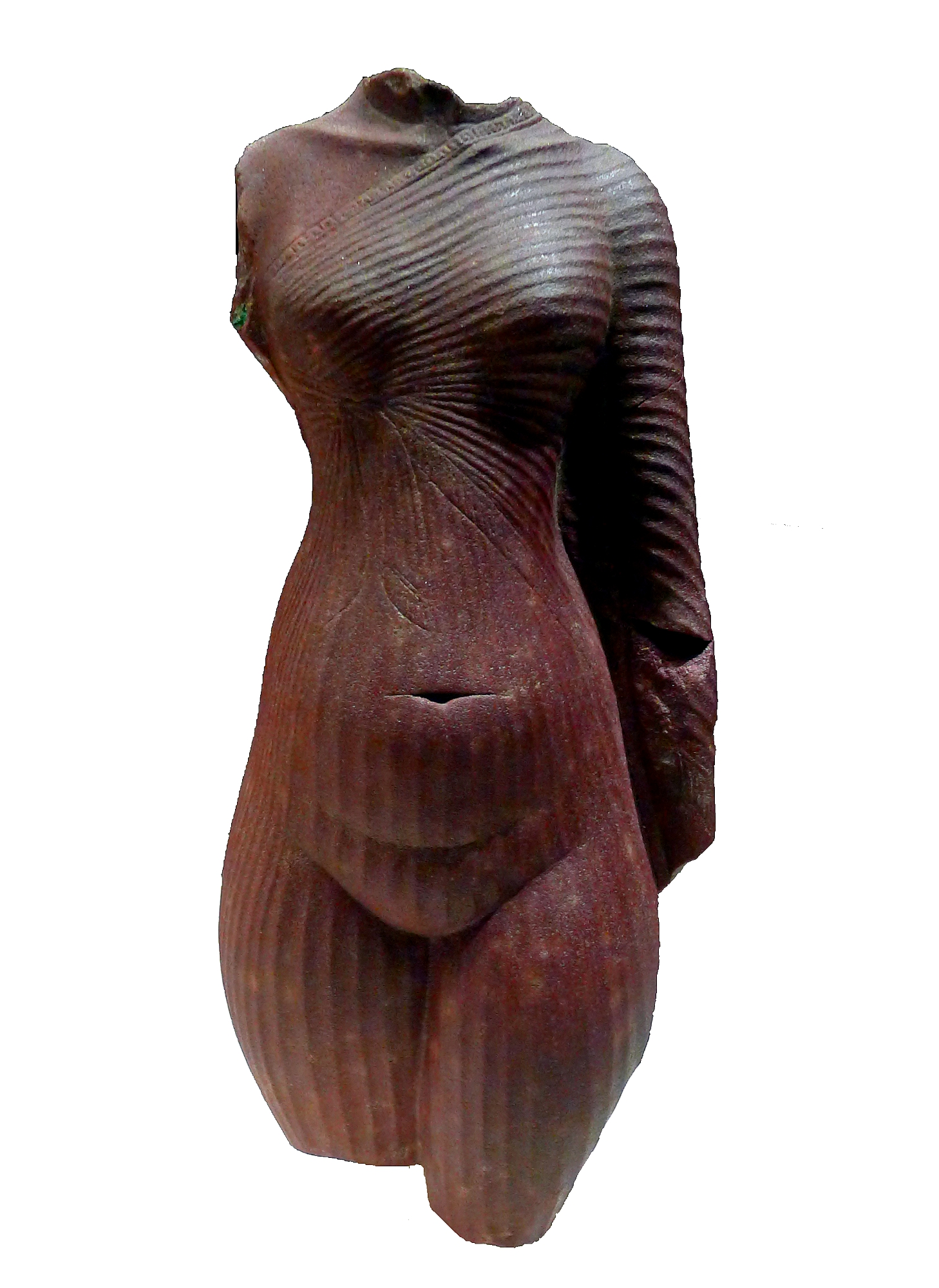
Corps de femme, sans doute Néfertiti, Musée du Louvre.

L'origine de Néfertiti est incertaine. Elle pourrait être la fille d’un grand dignitaire, le futur pharaon Aÿ (frère de Tiyi Ire), ou bien une fille d'Amenhotep III mais Néfertiti ne revendique nulle part le titre de fille de pharaon (ce qu'était Amenhotep III lorsqu'elle naît vers -1370), aussi est-elle probablement une fille d'une branche parallèle au pharaon, plus précisément une nièce de Tiyi Ire, épouse d'Amenhotep III : l'hypothèse la plus couramment admise est que sa mère, Iuy, première épouse d'Aÿ, est morte peu de temps après sa naissance et qu'elle a été élevée à Akhmîm par une nourrice, Tiyi II, la nouvelle épouse d'Aÿ.
Une autre hypothèse veut qu’elle soit la princesse Tadukhipa que le roi de Mittani Toushratta envoya à son frère et beau-fils Amenhotep III, le nom égyptien de Néfertiti, La Belle est venue ou « la Parfaite est arrivée », semblant indiquer une origine étrangère. Cette hypothèse est peu convaincante : il a en effet été établi que Néfertiti n'est pas une princesse du Mittani. Néfertiti, contrairement à ce qu'on a pu croire, est un prénom bien égyptien, comme le souligne l'égyptologue Jean Yoyotte qui rappelle que c'est l'une des appellations de la déesse Hathor. Aucun document ne permet d'affirmer qu'elle venait de l'étranger. La signification de son nom a brouillé les pistes.
En fait, nous savons très peu de choses sur cette reine.
La date de son mariage et de sa montée sur le trône ne sont pas connues avec certitude, comme c’est le cas pour beaucoup d’autres données de cette époque.
Les dernières études semblent montrer que Toutânkhamon ne serait pas son fils comme on pouvait le croire jusqu'à présent, mais le fils d'Akhenaton et de sa propre sœur (ou cousine ?) et épouse secondaire, baptisée la Jeune Dame (younger lady en anglais) par l’égyptologue qui a répertorié la momie KV35YL. L'identité de cette dernière reste encore sujette à caution.

## Disparition de la reine
En l’an treize (ou quatorze) du règne d’Akhenaton (vers -1336), Mérytaton aurait remplacé sa mère comme grande épouse royale dans les cérémonies officielles, et, à partir de l’an quatorze, Néfertiti disparaît pratiquement complètement de l’iconographie amarnienne. Elle subit, comme à la mort d'Akhenaton, une damnatio memoriae : son visage représenté sur les reliefs de l'empire est même systématiquement martelé et remplacé par celui de Mérytaton. Il n’est pas impossible qu’elle soit déjà décédée à cette date, d’après une hypothèse, de mort violente. Certains spécialistes comme John Pendlebury ont un moment avancé une possible disgrâce : elle aurait été évincée par une rivale, Kiya, une autre épouse du roi. On sait aujourd'hui que c'est l'inverse qui s'est produit. Les raisons véritables de cette disparition subite nous échappent encore. Pour compliquer cette énigme, des sceaux de jarre à vin avec son nom qui porteraient comme indication « l'an I de Néfertiti » ont été retrouvés dans le palais nord d'Akhetaton (l'actuelle Tell el-Amarna), ce qui signifie peut-être qu'elle y vécut à la fin du règne de son époux voire qu'elle régna après lui. En 2012, l'archéologue Harco Willems met au jour, dans une carrière près d'Amarna, des inscriptions laissées par les ouvriers qui montrent qu'en l'an seize, Néfertiti occupe toujours la fonction d'épouse royale, ce qui remet en cause les théories précédentes.

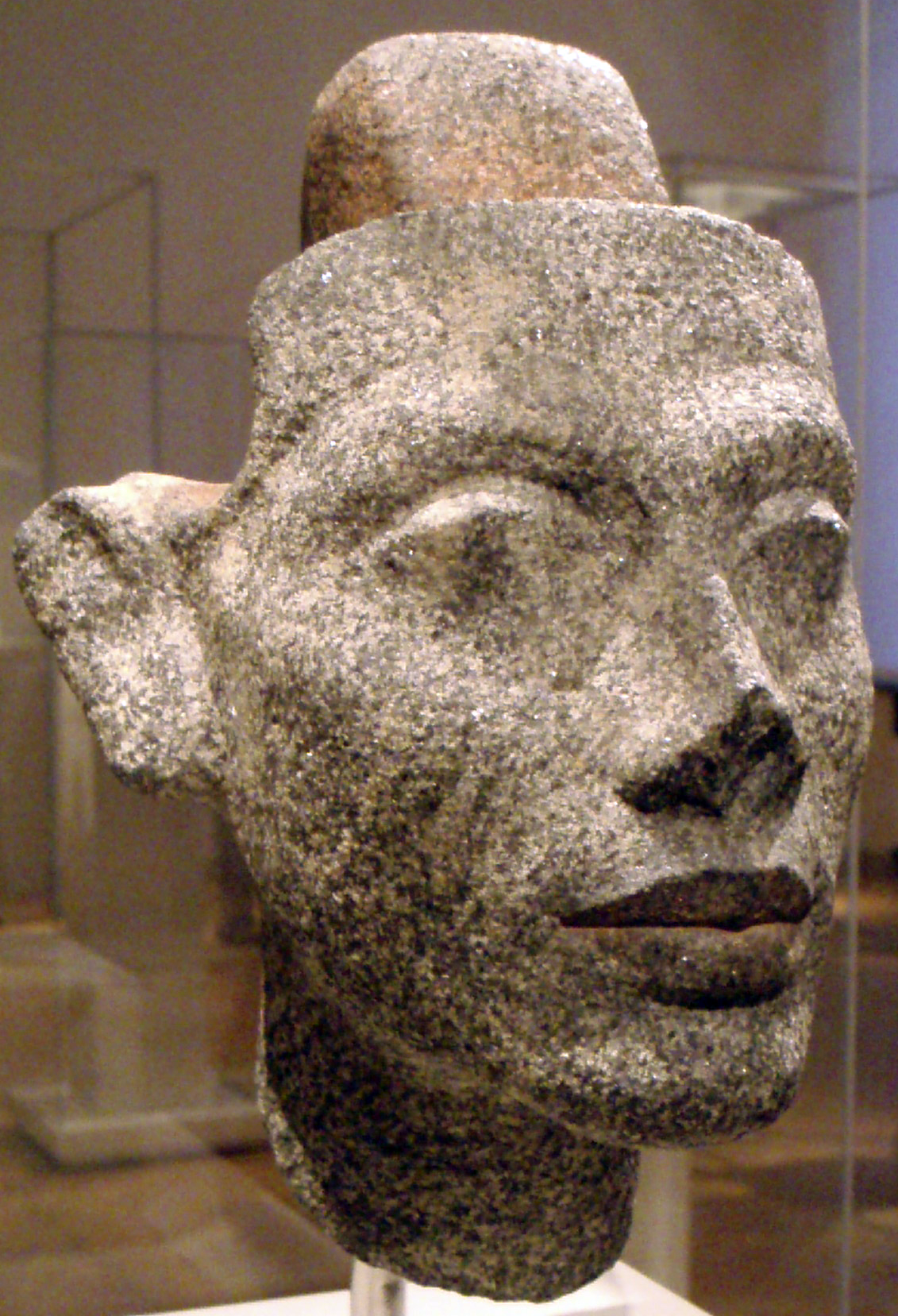
Tête de Néfertiti, Altes Museum, Berlin.

La disparition de Néfertiti coïncide avec l'apparition d'un nouveau personnage, nommé au titre de corégent, du nom de Ânkh-Khéperourê Néfernéférouaton. Plusieurs chatons de bague inscrits, trouvés par Sir William Matthew Flinders Petrie à Amarna, montrent que ce nouveau personnage est une femme puisque la forme attestée est Ânkh(t)Khéperourê. Manéthon, dans sa liste royale, évoque une « femme roi » à la fin de la XVIIIe dynastie qu'il nomme Acenchêrês (ou Akenkheres) qui serait une mauvaise transcription d'Ânkh-Khéperourê. Ici encore, nous en sommes réduits à des conjectures. C'est sur ce postulat que des spécialistes (Henri Gauthier, James Edward Harris, Christian E. Loeben, Carl Nicholas Reeves) y ont vu la certitude qu'il s'agissait de Néfertiti. Cependant, l'identité de cette Ânkh(t)Khéperourê a été très discutée. L'option majoritaire est dans les années 2010 qu'Ânkh-Khéperourê serait plutôt Mérytaton, la fille aînée d'Akhenaton et de Néfertiti, qui aurait remplacé sa mère après sa mort comme grande épouse royale auprès de son père, puis lui aurait brièvement succédé.
Après le court règne du successeur d'Akhenaton, c'est un jeune garçon d’une dizaine d'années qui monte sur le trône, dont elle n'est pas la mère, Toutânkhaton, époux de la princesse royale Ânkhésenpaaton. Une nouvelle hypothèse, qui est toutefois du domaine de l'histoire-fiction, car aucun document ne l'étaye, est formulée : Néfertiti, encore en vie, mais officiellement retirée des affaires publiques, aurait gouverné dans l'ombre, étant donné le jeune âge du nouveau roi. Cette influence — et probablement sa propre vie — se seraient alors achevées pendant la troisième année de règne de Toutânkhamon, en -1331. C'est en cette année en effet que Toutânkhaton adopte le nom de Toutânkhamon, reniant le culte monothéiste d’Akhenaton et marquant officiellement son soutien au dieu thébain Amon. En même temps, la famille royale abandonne Akhetaton, la ville d’Aton, et revient à Thèbes.
Qu’on ait identifié Néfertiti à la princesse mittanienne Tadukhipa (idée abandonnée aujourd'hui), à Smenkhkarê ou même à Kiya, qu’elle soit morte pendant le règne d’Akhenaton ou qu’elle ait survécu à son royal époux, voire qu'elle soit la « femme roi » qui lui a succédé : aucune de ces hypothèses n'est attestée à ce jour. Pour l'instant, seule la version proposée par Marc Gabolde remporte un grand nombre d'approbations de la part des égyptologues français. Il propose que Néfertiti meure avant Akhenaton et que ce soit Mérytaton qui succède à son père.

## Buste

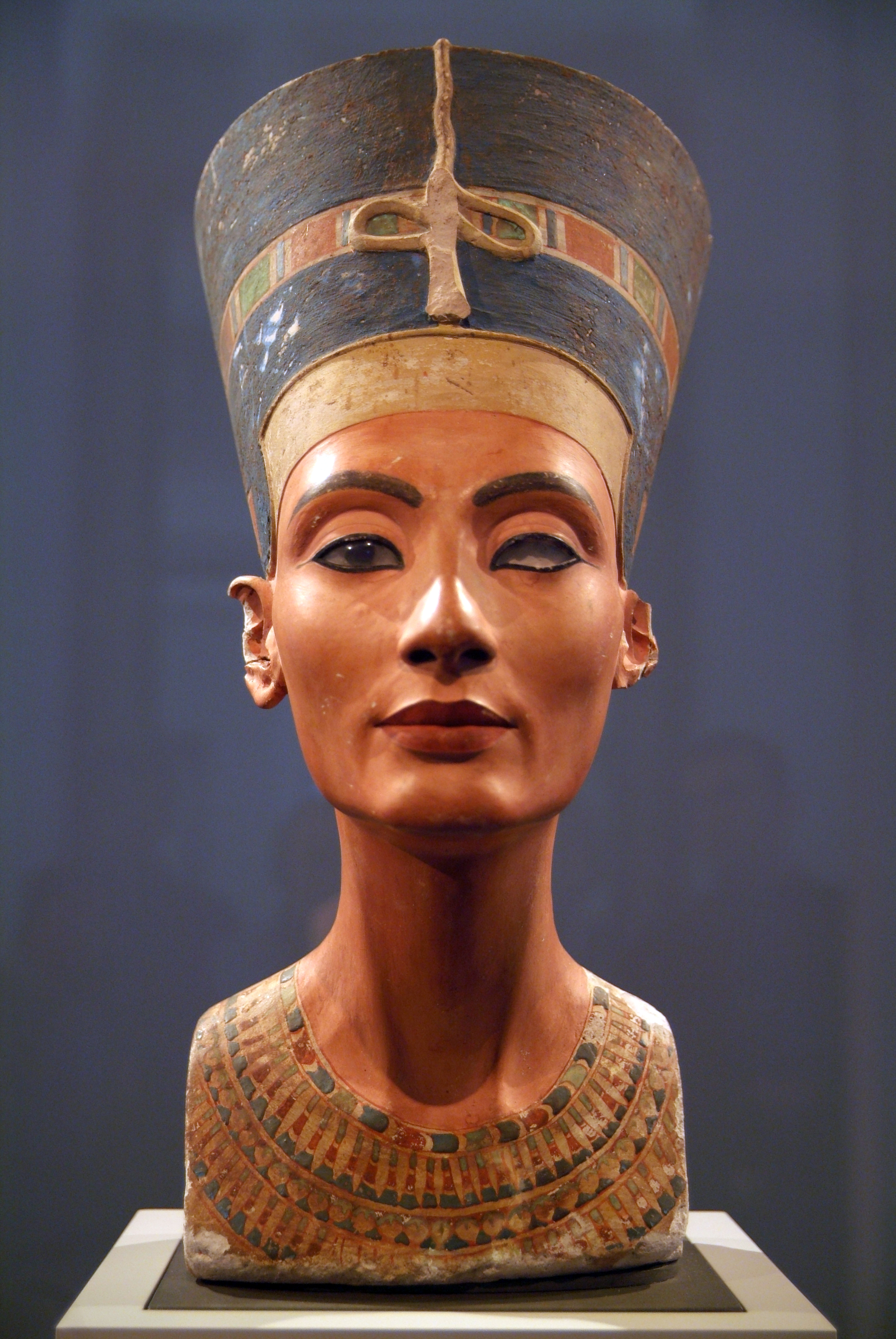
Portrait de la reine Néfertiti au Neues Museum de Berlin.

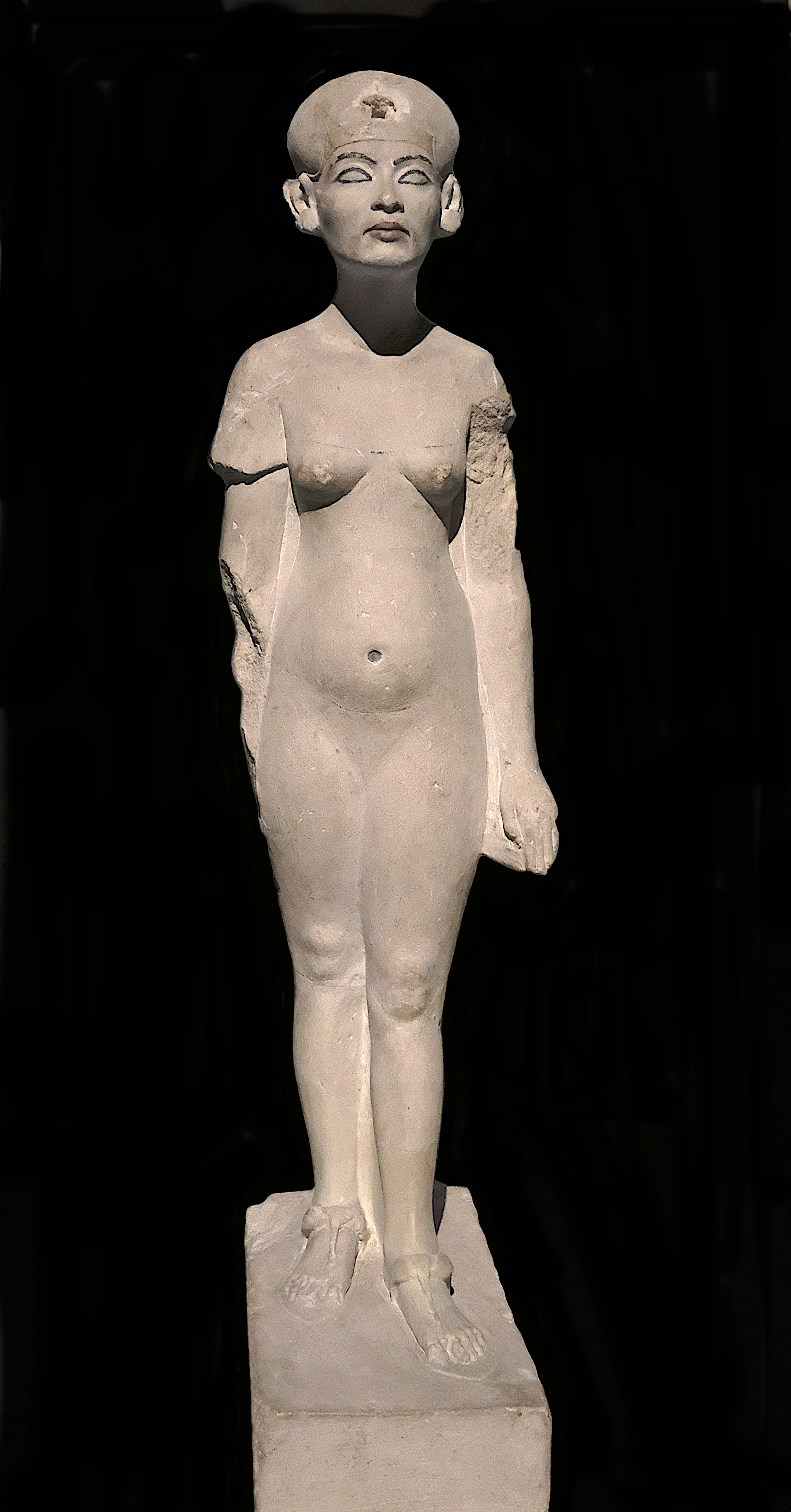
Statue de Nefertiti au Neues Museum (AM21263).

Un buste la représentant l'a rendue célèbre. Il est conservé au Neues Museum à Berlin. Il s'agit d'une des œuvres de l'Égypte antique les plus copiées. On l'attribue au sculpteur Thoutmôsis, et on pense que le lieu de sa découverte était l'atelier du sculpteur. Le buste donne une idée de la manière dont les anciens Égyptiens restituaient les proportions du visage humain.
En 2009, l'historien d'art suisse Henri Stierlin soutient que le buste de Berlin est une copie datant de 1912,,. Le conservateur du Musée égyptien de Berlin, Dietrich Wildung, ainsi que plusieurs égyptologues réfutent cette thèse et affirment l'authenticité du buste. Sous réserve d'une preuve matérielle qui fait défaut, le débat n'est pas clos.

## Sépulture

### Momie de Néfertiti
Le 9 juin 2003, l'égyptologue anglaise Joann Fletcher, professeur invité honoraire (honorary visiting professor) au département d'archéologie de l'Université d'York, annonça qu’une des momies découvertes en 1898 dans la tombe KV35 de la vallée des Rois, mais non encore identifiée (elle est alors nommée « la Jeune Dame »), serait celle de la reine. La momie était en si mauvais état que, d’après Joann Fletcher, elle avait probablement été saccagée peu après la momification. La technique utilisée serait celle employée par les embaumeurs de la XVIIIe dynastie. La position du corps indiquerait un personnage royal.
Le professeur Marc Gabolde, de l'université Paul-Valéry-Montpellier, spécialiste de la XVIIIe dynastie, partage également cet avis, selon lequel la Jeune Dame n'est autre que Néfertiti, une cousine d'Akhenaton, originaire de la région Akhmîm. Elle serait également la mère de Toutânkhamon.
Cependant, Zahi Hawass, ancien directeur de l'ESCA (Egypt's Supreme Council for Antiquities, Conseil suprême des Antiquités égyptiennes), est d'avis contraire : il a mis en avant l’absence de preuves étayant cette hypothèse, et a démenti publiquement (juin 2003) que cette momie fût celle de Néfertiti.

### Tombe de Néfertiti
Bien que beaucoup d'égyptologues considèrent que la tombe de Néfertiti se trouve sur le site de Tell-el-Amarna, aucune tombe de cette reine n'a été identifiée dans l'ancienne capitale d'Akhenaton. En 2015, l'égyptologue britannique Carl Nicholas Reeves a suggéré que la tombe de la reine Néfertiti pourrait se trouver accolée au mur nord de la chambre funéraire de la tombe KV62, celle de Toutânkhamon. L'entrée de la tombe aurait été replâtrée et recouverte de fresques. Le ministère des Antiquités égyptien a autorisé des études par radar dès octobre 2015. Les études de début novembre 2015 ont révélé l'existence très probable d'une chambre supplémentaire,. Mais, en 2018, les résultats de la recherche ont démontré qu'il n'y a aucune chambre secrète dans le tombeau de Toutânkhamon.

## Culture

### Littérature de fiction
- Andrée Chedid, Néfertiti et le rêve d'Akhénaton, Paris, Flammarion, 1974, 234 p.
- Nick Drake :
  - (en) : Nefertiti: the Book of the Dead, éditions Bantam, Londres, 2006, 349 p., (ISBN 0593054016) ou (ISBN 9780593054017).
  - (fr) : Néfertiti la parfaite : le livre des morts (traduit de l'anglais par Gérard Meudal), Plon, Paris, 2006, 338 p., (ISBN 2-259-20158-X) ou (ISBN 978-2-259-20158-2), (BNF 40174053).
- Michelle Moran :
  - (en) : Nefertiti: a Novel, Crown Publishers, New York, 2007, xiii + 462 p., (ISBN 0307381463) ou (ISBN 9780307381460), (LCCN 2006039184).
  - (fr) : Les Rêves de Néfertiti (traduit de l'américain par Danièle Mazingarbe), Presses de la Cité, Paris, 2008, 459 p., (ISBN 2-258-07384-7) ou (ISBN 978-2-258-07384-5), (BNF 41225597).

### Cinéma
- 1961 : Néfertiti, reine du Nil de Fernando Cerchio avec Jeanne Crain.
- 1962 : Toto vs. Maciste de Fernando Cerchio avec Gabriella Andreini.
- 1994 : Néfertiti, la fille du soleil de Guy Gilles avec Michela Rocco di Torrepadula.
- 2007 : La Reine Soleil de Philippe Leclerc avec Catherine Conet.

### Télévision
- 2012 : Doctor Who, "Des dinosaures dans l’espace" (2012), Néfertiti est jouée par Riann Steele.
- 2018 : L'émission Secrets d'Histoire du 23 août 2018, intitulée Néfertiti, mystérieuse reine d'Égypte, lui était consacrée[28].

### Hommage
- (3199) Néfertiti et (1068) Néfertiti sont deux astéroïdes nommés en hommage.
- Nefertiti Corona, corona sur Vénus, est aussi nommé en son honneur« Planetary Names: Corona, coronae: Nefertiti Corona on Venus », sur planetarynames.wr.usgs.gov (consulté le 17 juin 2020).

### Jeux vidéo
- Nefertiti est un personnage récurrent de la série Animal Crossing sous le nom de « Neferti ».
- Nefertiti est un personnage apparaissant dans le jeu vidéo Assassin's Creed Origins dans une quête intitulée "La dame de grâce".